# Filipeștii de Târg
Filipeștii de Târg község és falu Prahova megyében, Munténiában, Romániában.  A hozzá tartozó települések: Brătășanca, Ezeni, Mărginenii de Jos és Ungureni.

## Fekvése
A megye nyugati részén található, a megyeszékhelytől, Ploieștitől, huszonegy kilométerre északnyugatra, a Prahova és a Proviţa folyók között.

## Története
A 19. század végén Filipești járás központjaként városi rangja volt. Templomát 1802-ben, a vidék akkori nagybirtokosai, a Filipescu család építtette, iskoláját 1856-ban alapították. A városnak hetivásár tartási joga is volt, melyet vasárnaponként rendeztek. 
1924-ben 1700 lakosa volt.
1950-ben a Prahovai régió Ploiești rajonjának a része lett, ekkor veszítette el városi rangját, köszönhetően a közelében elhelyezkedő Ploiești erőteljes fejlődésnek. 
1968-ban a megszüntetett Mărgineni község néhány települését csatolták a községhez: Mărginenii de Jos-t, Brătășanca-t és Ungureni-t. Az így megnagyobbított Filipeștii de Târg község az újból létrejött Prahova megye része lett.

## Lakossága
| Nemzetiségek | 2002 | 2002   |
| ------------ | ---- | ------ |
| Románok      | 6522 | 82,23% |
| Romák        | 1408 | 17,75% |
| Magyarok     | 1    | 0,01%  |
| Összesen     | 7931 | 100,0% |

## Látnivalók
- Az Adormirea Măicii Domnului kolostor kápolnája - 1855-ben épült.
- Vízimalom - a 18. századból.
- Pana Filipescu udvarháza - a 18. századból.
- Constantin Cantacuzino királyi udvarnagy udvarháza - a 18. századból.

## Külső hivatkozások
- A település honlapja
- Adatok a településről
- asociatiaturismprahova.ro Archiválva 2016. július 12-i dátummal a Wayback Machine-ben
- 2002-es népszámlálási adatok
- Marele Dicționar Geografic al României